# Isopterygium subcurvicolle
Isopterygium subcurvicolle är en bladmossart som beskrevs av Jean Édouard Gabriel Narcisse Paris 1905. Isopterygium subcurvicolle ingår i släktet Isopterygium och familjen Hypnaceae. Inga underarter finns listade i Catalogue of Life.